# Rumen Hranov
Rumen Hranov (bulgarisch Румен Хранов) (* 9. Juli 1944 in Bulgarien) ist ein Schweizer Investor sowie Inhaber und Verwaltungsratspräsident der Finman AG.

## Leben
Hranov studierte an der Universität in Leningrad Mathematik und Physik und schloss diese 1969  als Diplom-Ingenieur ab. 1972 begann Hranov seine Tätigkeit als Ingenieur und im Vertrieb für schlüsselfertige Industrieanlagen in Afrika. Zu den Projekten zählte das National Theater in Lagos, Nigeria. Rumen Hranov arbeitete von 1976 bis 1979 als freier Mitarbeiter in der Baubranche. Er war verantwortlich für die Entwicklung und Realisierung von schlüsselfertigen Industrieanlagen im Mittleren Osten, in Kuwait, Saudi-Arabien, Ägypten und Indien. Bauwerke, wie das Ministeriumsgebäude von Kuwait oder der Flughafen Dschidda in Saudi-Arabien standen unter seiner Bevollmächtigung.
1979 etablierte sich Rumen Hranov im Handel mit Ölprodukten, wobei er sich hauptsächlich auf den Güter-Export von Saudi-Arabien nach Deutschland spezialisierte. 1985 gründete er die Schweizer Firma Finman AG, unter der er bis zur Jahrtausendwende weiterhin Ölprodukte handelte. Über die Finman AG investiert Hranov in Projekte wie Bio-Futter Produktion in Russland, Ölsand-Projekte in Kanada sowie einer Finanzboutique in Kasachstan. Des Weiteren hält die Finman AG seit dem Jahr 2000 verschiedene Beteiligungen an Schweizer Firmen.
Er wurde 2006 in Zusammenhang mit der Fusion der Swissfirst Bank und der Bank Bellevue öffentlich bekannt. Rumen Hranov reichte als Aktionär Strafanzeige gegen die Swissfirst ein. Dies auf Grund von Kursgewinnen, die ihm durch Ungereimtheiten bei der Fusion entgangen seien, was letztlich zur Strafuntersuchung gegen Swissfirst und deren Fall führte.
Rumen Hranov ist Schweizer Staatsbürger und lebt mit seiner zweiten Frau und seinen Kindern in Zollikon. Das Vermögen der Familie Hranov wurde 2011 auf 150 Millionen CHF geschätzt; damit zählte er zu den 300 reichsten Schweizern.

## Beteiligungen
- Basilea Pharmaceutica[6][7]
- Von Roll Holding AG[8]
- Sulzer AG
- Jugnoo Inc.[9]

## Mitgliedschaften
- World Economic Forum[10]
- Avenir Suisse[11]